# Palazzo Widmann
Palazzo Widmann (in tedesco: Palais Widmann), anche noto come Palazzo provinciale 1 (in tedesco: Landhaus 1), è un palazzo nobiliare di Bolzano, dal 1955 sede della giunta della provincia autonoma di Bolzano.

## Storia
Il palazzo venne originariamente realizzato in stile neorinascimentale per la famiglia von Widmann-Staffelfeld zu Ulmburg dall'architetto civico Sebastian Altmann tra il 1882 ed il 1885, con ingresso sul lato ovest, dall'attuale via Laurin.
Nel 1899 il genero di Altmann, l'architetto Johann Bittner, curò l'aggiunta della balconata, sempre sulla facciata occidentale, e un ampliamento sul retro, nello stile della Ringstraße viennese.
Nel 1929 venne scelto come sede della prefettura nonché dell'amministrazione della Provincia di Bolzano, creata solamente nel 1927, e allo scopo fu ingrandito, prolungando l'edificio sul lato orientale.
Nel settembre del 1943 palazzo Widmann venne danneggiato da un bombardamento; al termine della seconda guerra mondiale venne risanato e dal 1955 ospita gli uffici della giunta provinciale.